# Ohto Manninen
Ohto Heikki Sulevi Manninen, född 24 mars 1943 i Helsingfors, är en finländsk historiker.
Manninen blev 1977 filosofie doktor och var 1984-1995 biträdande professor vid Helsingfors universitet, 1995-1998 professor i Finlands historia vid Tammerfors universitet och blev 1998 professor i krigshistoria vid Försvarshögskolan. Ohto Manninen har forskat framför allt i krigsårens politiska historia.
År 1992 utnämndes han till ledamot av Finska Vetenskapsakademien.

## Familj
Ohto Manninen är son till författaren och översättaren Antero Manninen (1907–2000), brorson till författaren Sulevi Manninen och teatermannen Mauno Manninen (1915–1969), samt barnbarn till författarna Otto Manninen och Anni Swan. Författaren Hellevi Arjava (f. 1937) är hans syster.